# مؤمن المحمدي
عبد المؤمن مصطفى محمد محمد والذي اشتهر باسم مؤمن المحمدي كاتب وصحفي وناقد ومؤرخ مصري وُلد بمحافظة أسيوط في4 مايو عام 1975، وتخرج في قسم اللغة العربية وآدابها بكلية الآداب جامعة القاهرة.

## مسيرته المهنية
عمل مؤمن المحمدي عقب تخرجه من الجامعة مدرسًا ومشرفًا ومسئولًا عن دار كومبوني للنشر التابعة للكرسي الرسولي (بالقاهرة) في الفترة ما بين عاميّ 1996 و2005، كما كتب المقالات بالعديد من الصحف والمجلات والمواقع الإلكترونية المصرية والعربية مثل صحيفة الأهرام، ومجلة روز اليوسف، وجريدة أخبار الأدب، وجريدة القاهرة، وجريدة الدستور، وجريدة الغد، وموقع كسرة، وموقع قُل، ويعمل حاليًا كصحفي حر، ويكتب مقالا يوميا في كل من جريدة السفير اللبنانية، وصحيفة دوت مصر الإلكترونية.
شارك مؤمن المحمدي أيضا في تأسيس عدد من الصحف، مثل جريدة الصباح، كما عمل محررًا تليفزيونيًا بمكتب بالتلفزيون الإيطالي في القاهرة، وبعدد من القنوات الأخرى كان من بينها قناة دريم، وقناة سي بي سي في برنامج صاحبة السعادة الذي تقدمه الإعلامية إسعاد يونس.

## مؤلفاته
ألف مؤمن المحمدي العديد من المؤلفات التي تنوعت ما بين الأعمال الإبداعية، والمجموعات الشعرية، والروايات، ومنها:
- أهو كلام؟: صدر عام 2009 عن دار المصرية للنشر والتوزيع بالقاهرة.
- تخاريف خريف (شعر): صدر عام 2010 عن دار صفصافة للنشر والتوزيع بالقاهرة.
- سنة أولى ثورة: صدر عام 2011 عن دار نهضة مصر للطباعة والنشر والتوزيع بالقاهرة.[3]
- عزيزي المواطن المسلم لماذا أنت متخلف: صدر عام 2012 عن دار أوراق للنشر والتوزيع بالقاهرة.[4]
- أهلاوي: صدر عام 2013 عن دار دوّن للنشر والتوزيع بالقاهرة.[5]
- قانون جديد (رواية): صدر عام 2013 عن دار بيت الياسمين للنشر والتوزيع بالقاهرة.[6]
- عارف يا حسين (شعر): صدر عام 2013 عن دار روافد للنشر والتوزيع بالقاهرة.
- الأصنام: صدر عام 2014 عن دار الكتب للنشر والتوزيع بالقاهرة.
- ليالي قريش: صدر عام 2015 عن دار العين للنشر والتوزيع بالقاهرة.[7][8]
- مصر من تالت - حواديت من المحروسة: صدر عام 2016 عن دار الرواق للنشر والتوزيع بالقاهرة.[9]
- كل العواطف حكايات 100 غنوة: صدر عام 2016 عن دار بتانة للنشر والتوزيع بالقاهرة.[10][11]
- ألف مشهد ومشهد: صدر عام 2016 عن دار تشكيل للنشر والتوزيع بالقاهرة.[12]
- ملح السيما: صدر عام 2017 عن دار الرواق للنشر والتوزيع بالقاهرة.[13]
- صلاح اللامبالى: صدر عام 2018 عن مؤسسة بتانة الثقافية للنشر والتوزيع بالقاهرة.[14]